# Reckless and Relentless
Reckless & Relentless é o segundo álbum de estúdio da banda inglesa de rock Asking Alexandria. Foi lançado em 5 de abril de 2011, pela gravadora Sumerian Records, e foi produzido por Joey Sturgis. Anunciado em 22 de dezembro de 2009, a gravação do álbum começou em junho de 2010, e foi concluída no outono do mesmo ano. As músicas "Welcome", "Reckless & Relentless", "To the Stage", "Dear Insanity" e "A Lesson Never Learned" compõem o curta-metragem Through Sin + Self-Destruction, que apresenta o estilo de vida de festas intensas da banda.

## Gravação e lançamento
Reckless & Relentless foi gravado durante o verão e outono de 2010. A primeira confirmação oficial do segundo álbum foi em 22 de dezembro de 2009, quando a Asking Alexandria anunciou que começariam a escrever um segundo disco em janeiro. Eles informaram que transmitiriam partes do processo de composição por meio de uma webcam via o extinto serviço de live streaming Stickam. Também foi anunciado que entrariam no estúdio em 1 de setembro de 2010, novamente com o produtor Joey Sturgis, que também produziu o álbum de estreia da banda, Stand Up and Scream. Posteriormente, o Asking Alexandria anunciou que começaria a gravar em 22 de junho de 2010. O grupo confirmou em uma entrevista com a Shred News que o álbum seria lançado em 5 de abril, contendo 12 faixas. No entanto, o álbum original deveria ter 13 faixas e 3 faixas bônus no iTunes. Isso não aconteceu porque eles não queriam atrasar a data de lançamento do disco. Na mesma entrevista, a banda informou que ainda não havia estabelecido um título. Uma música, "Breathless", foi tocada ao vivo para propósitos de promoção e foi lançada com o EP Life Gone Wild.
Durante uma entrevista com a Fallen Blue, Danny Worsnop falou sobre a capa do álbum: "Queríamos algo chocante, então tivemos a famosa atriz pornô, Belladonna, apenas sentada". Danny também discutiu "Someone, Somewhere", uma música do novo álbum, como a primeira em que "escrevi as letras usando minhas emoções como inspiração".
O primeiro single oficial do álbum, intitulado "Morte et Dabo", foi lançado em 15 de fevereiro de 2011, como anunciado anteriormente pela banda. Pré-encomendas para "Reckless & Relentless" foram disponibilizadas em 3 de março de 2011. Um videoclipe para "Closure" foi lançado em 5 de julho de 2011, e um videoclipe para "To the Stage" foi lançado em 12 de julho de 2011.

## Composição
Musicalmente, Reckless & Relentless é principalmente um álbum de metalcore, que inclui apenas alguns elementos de eurotrance em comparação com Stand Up and Scream, e também apresenta influências de rock clássico e metal. Além disso, possui influências de deathcore, como evidenciado na música "Morte et Dabo". O álbum estreou na nona posição no Billboard 200, vendendo mais de 31.000 cópias em sua primeira semana.

## Recepção da crítica
| Críticas profissionais | Críticas profissionais |
| Avaliações da crítica  | Avaliações da crítica  |
| Fonte                  | Avaliação              |
| ---------------------- | ---------------------- |
| AllMusic               | [ 6 ]                  |
| Alternative Press      | [ 7 ]                  |
| Mind Equals Blown      | [ 8 ]                  |
| Revolver               | [ 9 ]                  |
| Rock Sound             | [ 10 ]                 |
| Ultimate Guitar        | [ 11 ]                 |

Reckless & Relentless recebeu análises geralmente positivas dos críticos de música. A AllMusic, deu ao álbum uma crítica positiva, afirmando: "O que separa Asking Alexandria da maioria de seus colegas é a consciência das dinâmicas do clássico rock & roll - alguns dos riffs que eles escrevem são atualizações diretas de Guns N' Roses ou Skid Row (duas das quais foram cobertas em seu EP, Life Gone Wild), e eles estão tão interessados em fazer com que os ouvintes cantem junto quanto em formam um moshing." A Alternative Press também deu ao álbum uma crítica positiva, dizendo: "Asking Alexandria não mudou radicalmente seu som, mas há evolução suficiente em Reckless & Relentless para convencer qualquer ouvinte de que eles são mais do que apenas representantes do metalcore ou artistas unidimensionais".

## Performance comercial
Reckless & Relentless estreou na nona posição no Billboard 200, vendendo mais de 31.000 cópias em sua primeira semana. Permaneceu por 7 semanas na parada, estreando também no top 5  Billboard Rock Albums, Hard Rock Albums e Independent Albums. Além disso, alcançou a posição 30 na Austrália e a posição 98 no Reino Unido. Reckless & Relentless vendeu mais de 161.000 cópias apenas nos Estados Unidos.

## Lista de faixas
Todas as faixas escritas e compostas por Danny Worsnop, Ben Bruce e James Cassels. 
| N.º            | Título                   | Duração |  |
| 1.             | "Welcome"                | 1:49    |  |
| 2.             | "Dear Insanity"          | 3:09    |  |
| 3.             | "Closure"                | 3:58    |  |
| 4.             | "A Lesson Never Learned" | 3:54    |  |
| 5.             | "To the Stage"           | 3:30    |  |
| 6.             | "Dedication"             | 1:03    |  |
| 7.             | "Someone, Somewhere"     | 3:37    |  |
| 8.             | "Breathless"             | 4:10    |  |
| 9.             | "The Match"              | 4:15    |  |
| 10.            | "Another Bottle Down"    | 3:34    |  |
| 11.            | "Reckless & Relentless"  | 4:08    |  |
| 12.            | "Morte et Dabo"          | 5:15    |  |
| Duração total: | Duração total:           | 42:25   |  |

| Faixas bônus da Best Buy |                                                                                           |         |  |
| N.º                      | Título                                                                                    | Duração |  |
| 13.                      | "When Everyday's the Weekend (Big Chocolate remix)"                                       | 3:51    |  |
| 14.                      | "Nobody Don't Dance No More (Noah D remix)"                                               | 3:49    |  |
| 15.                      | "If You Can't Ride Two Horses at Once... You Should Get Out of the Circus (Noah D remix)" | 3:53    |  |
| 16.                      | "I Was Once, Possibly, Maybe, Perhaps a Cowboy King (Robotsonics remix)"                  | 5:31    |  |
| 17.                      | "A Prophecy (Big Chocolate remix)"                                                        | 4:26    |  |
| Duração total:           | Duração total:                                                                            | 62:52   |  |

| Faixas bônus da Hot Topic |                                                                              |         |  |
| N.º                       | Título                                                                       | Duração |  |
| 13.                       | "The Final Episode (Let's Change the Channel)" ((Borgore's Die Bitch remix)) | 4:12    |  |
| 14.                       | "A Candlelit Dinner with Inamorta (Run DMT remix)"                           | 4:14    |  |
| 15.                       | "A Prophecy (Big Chocolate Electro remix)"                                   | 4:17    |  |
| Duração total:            | Duração total:                                                               | 54:06   |  |

| Faixa bônus da versão japonesa |                                               |         |  |
| N.º                            | Título                                        | Duração |  |
| 13.                            | "Right Now (Na Na Na)" (versão cover de Akon) | 4:20    |  |
| Duração total:                 | Duração total:                                | 46:45   |  |

## Créditos
| Asking Alexandria - Danny Worsnop – vocais principais, teclados, programação - Ben Bruce – guitarra principal, vocais de apoio, teclados, programação, ajuda nos vocais principais na faixa 4 - Cameron Liddell – guitarra rítimica - Sam Bettley – baixo - James Cassells – bateria | Músicos adicionais - Joey Sturgis – produção, engenharia, mixagem, masterização - Nick Sampson – engenharia, edição - Shawn Keith e Nick Walters – A&R - Daniel Wagner – logo - Daniel McBride – layout - Paul Harries – fotografia - George Vallee – publicidade |

## Paradas
| Parada                               | Posição de pico |
| ------------------------------------ | --------------- |
| Australian Albums (ARIA)             | 30              |
| UK Albums Chart (OCC)                | 98              |
| Reino Unido (UK Rock & Metal Albums) | 7               |
| US Billboard 200 (Billboard)         | 9               |
| US Top Rock Albums (Billboard)       | 4               |
| US Hard Rock Albums (Billboard)      | 2               |